# 한밤중 드라마
한밤중 드라마 J(일본어: 真夜中ドラマJ)는 BS JAPAN에서 방송되는 드라마 시간대이다.

## 작품 목록
《도망 꽃》
《굿 바이》
《에도마에의 순》
《남극의 쉐프》
《가부키쵸 변호인 린카》
《선장 바메이드~포장마차에서 최고의 한 잔을~》
《에도마에의 순 season2》
《하이포지 1986년 두번째 청춘.》